# Eurydice fille de Lacédémon
Pour les articles homonymes, voir Eurydice (homonymie).
Dans la mythologie grecque, Eurydice (en grec ancien Εὐρυδίκη / Eurudíkê), fille de Lacédémon et de Sparta, était la femme d'Acrisios, roi d'Argos, et la mère de Danaé.
Un temple de Junon Argienne, en l'Élide, au IIe siècle, lui était attribué. Elle eut une fille, Danaé, qui engendra elle-même Persée en s'unissant avec Zeus, changé en pluie d'or. 